# Getting Gertie's Garter
Pour plus de détails, voir Fiche technique et Distribution.
Getting Gertie's Garter est un film américain réalisé par Allan Dwan, sorti en 1945.

## Synopsis
Le docteur Kenneth B. Ford, chercheur au Mass Hospital de Boston, travaille sur un nouvel anesthésique. Il apprend avec joie qu'il a été élu à la prestigieuse Société de Recherche Scientifique, mais peu après il reçoit la visite de Winters, un enquêteur du bureau du procureur, qui demande à lui parler d'un cas impliquant un bijou volé. Winters interroge Ken à propos d'un achat qu'il a fait deux ans plus tôt et, bien que Ken fasse semblant de ne pas s'en souvenir, il est évidemment préoccupé. Winters donne à Ken une assignation à témoigner pour le lendemain matin, et l'avertit des conséquences s'il ne s'y conforme pas.
Dès que Winters est parti, Ken appelle Gertie Kettering, son ex-petite amie devenue une artiste, et lui parle de l'objet en question, une jarretière sertie de bijoux gravée des mots : « À Gertie de la part de Ken, avec tout mon amour ». Ken, qui craint que cela ne provoque la colère de sa femme Patty et provoque un scandale, demande à Gertie de le lui rendre. Gertie déclare qu'elle a envoyé la jarretière à Ipswich, où elle doit se marier le lendemain avec Ted Dalton, le meilleur ami et avocat de Ken. Découragé, Ken retourne au laboratoire et trouve Patty qui attend de voir l'expérience qu'il va mener avec le nouvel anesthésique. Pendant l'expérience, Ken marmonne à propos de la jarretière et de l'assignation et Patty, qui a appris la visite clandestine proposée par Ken à Gertie, le suit quand il va à Ipswich ce soir-là. Quand Ken arrive à la maison de la sœur de Ted, Barbara, et de son mari Billy, il supplie Gertie de lui rendre la jarretière pour qu'il puisse la détruire. Gertie entend une conversation entre Ken et Ted, mais comprend mal les remarques de Ted à propos des femmes qui acceptent les bijoux. Gertie décide alors de garder la jarretière pour prouver son innocence au cas où Patty et Ted la soupçonneraient. 
Elle ordonne à Ken de révéler la vérité, mais Ken, qui n'est pas capable d'avouer l'existence de la jarretière, décide de l'éloigner d'elle. Patty devient de plus en plus jalouse quand elle voit Ken et Gertie discuter et, tout en essayant de les espionner, tombe dans une barrique pleine d'eau de pluie à l'extérieur de la maison. Trempée, elle se cache dans la grange, où Billy la trouve. Lorsque Billy fait appel à Ted pour avoir des vêtements secs pour Patty, il éveille les soupçons de Barbara, qui croit que Gertie et Ken ont une liaison dans la grange. Pendant ce temps, la jarretière est tombée entre les mains de Charles, le majordome, qui a l'intention de l'utiliser pour faire chanter Ken. Gertie persuade la femme de Charles, Anna, la femme de chambre, de récupérer la jarretière et de la placer dans la grange, ce qui conduit à plus de complications. Finalement, la jarretière retourne dans les mains de Charles, et Ted attrape Gertie et Ken dans une position compromettante. Ken trouve alors Patty portant seulement une couverture de cheval, se cachant sous le lit de Ted, et Barbara est choquée de voir Billy couvert de foin de la grange. Ken et Gertie tentent d'expliquer la jarretière et l'assignation, mais comme ils ne peuvent pas la produire, personne ne les croit, et tout le monde déclare que leurs relations respectives sont terminées. Juste à ce moment, Charles s'approche de Ken et Gertie, espérant les inciter à une guerre d'enchères contre la jarretière. Après que Billy revendique la jarretière, Ken et Gertie, leur histoire prouvée, se réconcilient avec leurs proches, tandis que Billy et Barbara, et Charles et Anna s'embrassent aussi.

## Fiche technique
- Titre original : Getting Gertie's Garter
- Réalisation : Allan Dwan
- Scénario : Allan Dwan, Karen DeWolf, d'après la pièce Getting Gertie's Garter de Wilson Collison (en) et Avery Hopwood
- Direction artistique : Joseph Sternad
- Décors : Henry Zane
- Costumes : Odette Myrtil
- Photographie : Charles Lawton Jr.
- Son : John Carter
- Montage : Walter Hannemann, Truman K. Wood
- Producteur : Edward Small
- Société de production : Edward Small Productions
- Société de distribution : United Artists
- Pays de production :  États-Unis
- Langue originale : anglais
- Format : Noir et blanc — 35 mm — 1,37:1 — son mono
- Genre : Comédie
- Durée : 73 minutes
- Dates de sortie : États-Unis : 30 novembre 1945

## Distribution
- Dennis O'Keefe : Docteur Kenneth B. Ford
- Marie McDonald : Gertie Kettering
- Barry Sullivan : Ted Dalton
- Binnie Barnes : Barbara
- J. Carrol Naish : Charles, le majordome
- Sheila Ryan : Patty Ford
- Jerome Cowan : Billy
- Vera Marshe : Anna, la femme de chambre

## Autour du film
- Remake d'un film américain de 1927 "Pour la jarretière de Gertrude" (Getting Gertie's Garter), de E. Mason Hopper
- Remake d'un film britannique de 1933 "Night of the Garter", de Jack Raymond
- Remake de son propre film Dans la chambre de Mabel de 1944.